# Тецце-суль-Брента
Тецце-суль-Брента (італ. Tezze sul Brenta, вен. Teze sol Brenta) — муніципалітет в Італії, у регіоні Венето, провінція Віченца.
Тецце-суль-Брента розташоване на відстані близько 430 км на північ від Рима, 60 км на північний захід від Венеції, 19 км на північний схід від Віченци.
Населення — 12 819 осіб (2014).

## Демографія
Населення за роками:

Станом на 1 січня 2023 року в муніципалітеті офіційно проживали 1034 іноземці з 55 країн, серед них 463 громадяни країн Євросоюзу та 15 громадян України.

## Сусідні муніципалітети
- Картільяно
- Читтаделла
- Поццолеоне
- Роза
- Россано-Венето